# Taman (plaats in Pemalang)
Taman is een bestuurslaag in het regentschap Pemalang van de provincie Midden-Java, Indonesië. Taman telt 12.837 inwoners (volkstelling 2010).